# Spilosoma impunctata
Spilosoma impunctata là một loài bướm đêm thuộc phân họ Arctiinae, họ Erebidae.